# Magnus Åberg
Per Magnus Åberg, född 1820 i Norra Ving, Skaraborgs län, död 1896 i Trollhättan, Älvsborgs län, var Trollhättans församlings första kyrkoherde fr.o.m. 1860 och en framstående person i Trollhättans historia. 
Bland annat var han ledare för skolväsendet 1861–1896 och ordförande för Trollhättans arbetareförening som bildades 1867. Han satt även med i Sparbankens styrelse och var aktiv inom kommunalnämnd och i nykterhetsrörelsen.
1883 gick Åberg med i IOGT och valdes till ordförande för en loge i Trollhättan.
Samma år valdes han vid maliniternas storlogemöte i Stockholm till ordensrådgivare, 1884 valdes han till vice chef och 1885 till ordenskaplan för rörelsen, en uppgift som han behöll efter samgåendet med hickmaniterna 1887 och fram till sin död.
Magnus Åbergsgymnasiet (MÅG) och Magnus Åbergsgatan i Trollhättan är uppkallade efter honom.